# فوفلانيات
الفوفلانيات (الاسم العلمي:Arecidae) هي صنف نباتي يتبع طائفة أحاديات الفلقة من صف كاسيات البذور.		

## تقسيم حسب تختجان
- طبقة الفوفلاوايات
  - رتبة الفوفليات